# Parade (film, 1974)
Pour les articles homonymes, voir Parade.
Pour plus de détails, voir Fiche technique et Distribution.
Parade est un film français réalisé par Jacques Tati, tourné en 1973 et sorti en 1974.

## Synopsis
Dans un cirque, Tati joue à Monsieur Loyal et présente une succession d'attractions. Entre celles-ci il ressuscite ses anciens numéros de mime : le joueur de tennis, le boxeur, le gardien de but, le cavalier, le pêcheur à la ligne.

## Fiche technique
- Titre : Parade
- Réalisation : Jacques Tati
- Scénario : Jacques Tati
- Musique : Charles Dumont
- Production : Louis Dolivet (Gray-films), Sveriges Radio TV2 (Radio-Télévision suédoise), Cepec
- Pays de production :  France
- Format : couleur
- Image : Gunnar Fischer, Jean Badal
- Décors : Ulla Malmer-Lagerkvist
- Montage : Sophie Tatischeff, Aline Asséo, Per Carlesson
- Durée : 84 minutes
- Date de sortie : 
  - France : 12 mai 1974 (Festival de Cannes)
  - France : 18 décembre 1974

## Distribution
- Jacques Tati : Monsieur Loyal

et, dans leurs propres rôles :
- Karl Kossmayer et sa mule
- Les Vétérans
- Les Williams
- Pierre Bramma
- Les Sipolo
- Pia Colombo
- Michèle Brabo
- Los Argentinos
- Hall
- Norman et Ladd
- Bertilo
- Johnny Lonn
- Bertil Berglund
- Jan Swahn
- Monica Sunnerberg

## Distinctions
- 1975 : Grand prix du cinéma français, Paris
- 1975 : Palme d'or, Festival international du film de Moscou
- 1975 : Outstanding film of the year, Festival de Londres
- 1975 : Prix du festival de Téhéran

## Postérité
Un ciné-concert sur le film Parade a été conçu et est interprété par le groupe vocal Kapalam.